# Willie May
Pour les articles homonymes, voir May.
William Lee « Willie » May  (né le 11 novembre 1936 à Knoxville et mort le 28 mars 2012, de complications d'une amylose) est un athlète américain spécialiste du 110 mètres haies. 

## Biographie
Il remporte la médaille d'argent des Jeux olympiques de 1960, à Rome, s'inclinant face à son compatriote Lee Calhoun qui l'avait déjà devancé lors des sélections olympiques américaines. En 1963, May se classe deuxième des Jeux panaméricains de São Paulo derrière Blaine Lindgren.
Son record personnel sur 110 m haies, établi en 1960, est de 13 s 4.

### Palmarès
| Date | Compétition        | Lieu      | Résultat | Temps  |
| ---- | ------------------ | --------- | -------- | ------ |
| 1960 | Jeux olympiques    | Rome      | 2e       | 13 s 8 |
| 1963 | Jeux panaméricains | São Paulo | 2e       | 14 s 0 |

### Records
| Épreuve     | Performance | Lieu   | Date         |
| ----------- | ----------- | ------ | ------------ |
| 110 m haies | 13 s 4      | Walnut | 12 août 1960 |